# Ptinus madoni
Ptinus madoni là một loài bọ cánh cứng trong họ Ptinidae. Loài này được Pic mô tả khoa học năm 1932.